# Árva angyal
Az Árva angyal (eredeti cím: Cuidado con el ángel) 2008 és 2009 között vetített mexikói telenovella, amit Delia Fiallo alkotott. A főbb szerepekben Maite Perroni, William Levy, Helena Rojo, Ricardo Blume, Laura Zapata és Evita Muñoz látható.
A telenovella premierje 2008. június 9-én volt a Canal de las Estrellas csatornán. és 2009. március 6-áig sugározták. Magyarországon a TV2 2010. július 5-én tűzte műsorára.

## Cselekmény
A megkeseredett és fájdalmakkal teli lányt, María de Jesúst elég furcsa döntés elé helyezi az élet. Két bánata van, az egyik, hogy árvaként nőtt fel, a másik, hogy néhány évvel ezelőtt egy férfi zaklatta. Mikor betölti a 15 évest elszökik az árva házból és kóborol az utcákon,míg egyszer csak megtalálja egy kedves idős asszony Candelaria. Candelaria mosónő és Marichuy mindig segít neki. Egyszer a San roman házba kell vinnie a mosott és vasalt ruhát. Ekkor találkozik először élete szerelmével Dr. Juan Miguel San Románnal aki a házban él feleségével, Vivianával és Maitával a lányukkal. Viviana és Juan Miguel házassága válságban van. Egy utazás alkalmával egy replülőzés során lezuhannak és Vivianat mindenki halottnak hiszi, azonban nem halt meg, csak elszökött a rossz házasságából és különféle férfiakal szórakozik az egyiket lelővi a másikat pedig elcsábítja a barátnőjétől.Marichuyt Juan Miguel befogadja a házába, hogy tanulhasson és nevelést kapjon. Azonban Viviana anyja Onelia ki nem állhatja Marichuyt. A sok nézeteltérés miatt Juan Miguel a Velarde házaspárhoz küldi őt. A házaspár nem régiben fogadta be elveszettnek hitt lányukat, Estefaniát, akiről nem tudják, hogy a valóságban megvezeti őket, és nem ő az igazi gyermekük. A Velarde házban sem lesz jobb sorsa, Estefania és Isabell gonosz cselszövéseket eszelnek ki Marichuy ellen, hogy a lány ne állhasson Estefania és Juan Miguel közé. Juan Miguel azonban szerelembe esik Marichuyba és feleségül veszi a kis árvát. A nászút alatt azonban Marichuy álmában meglátja a támadója arcát és rájön hogy Juan Miguel bántotta őt régen az erdőben. Innentől kezdve minden káosz lesz. Marichuy és Juan Miguel összevesznek, de egyikük sem sejti hogy Marichuy terhes. Marichuy elszökik egy távoli birtokra a la escondidára és ott életet ad fiának Juanitónak. Ott szerelembe esik Marichuyba Leopardo, Juan Miguel régi barátja. Juan Miguel eközben szenved a visszatért felesége társóságában. Viviana meghal mikor Blanca Mayita nevelőnője aki személyiség zavarban küzd emiatt a rég elhunyt ikertestvérének Ivettenek adja ki magát megöli de mivel életben volt még, amikor Juan Miguel és Marichuy összeházasodtak, házasságuk érvénytelen. Mikor visszatér Mexicóba a lány, akkor egy baleset következtében elveszíti a szeme világát. Amiről részben Estefania tehet mivel ő cserélte ki a pisztolyban a töltényt azonban kiderül az igazság ráadásul Cecília is rájön hogy Marichuy az igazi lánya Isabell és Estefania börtönbe kerül azonban Estefaniat átszálítják a szanaturimba mert megőrült és az orvost Juan Miguelnek hiszi.Juan Miguel, aki bűntudatból és mivel még mindig szereti a lányt, mindent megtett azért hogy meggyógyítsa Marichuyt. Közben Marichuy rátalál szüleire, akikről kiderül, hogy a Velarde házaspár az, akik miatt annyit szenvedett korábban, de mégis megbocsát nekik és egyesül a család. Marichuy visszanyeri a látását, köszönöhetően Juan Miguelnek, és a sok félreértést és haragot elengedve végre egymásra találnak és összeházasodnak és közösen nevelik két gyermeküket.

## Szereplők

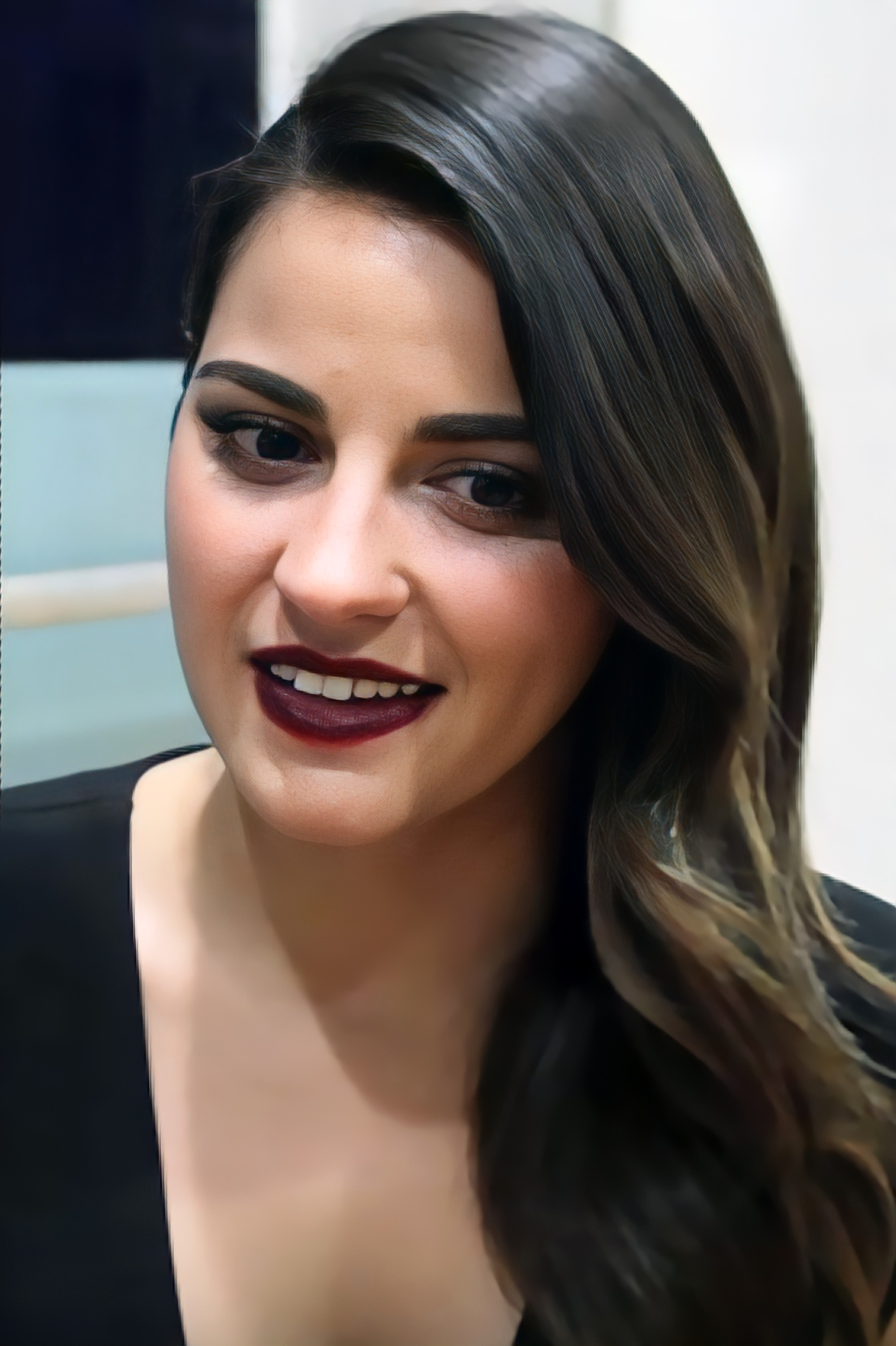
Maite Perroni mint: María de Jesús

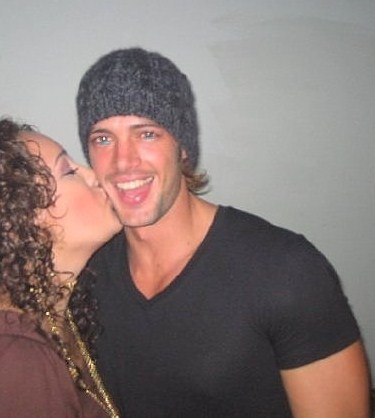
William Levy mint: Juan Miguel San Román

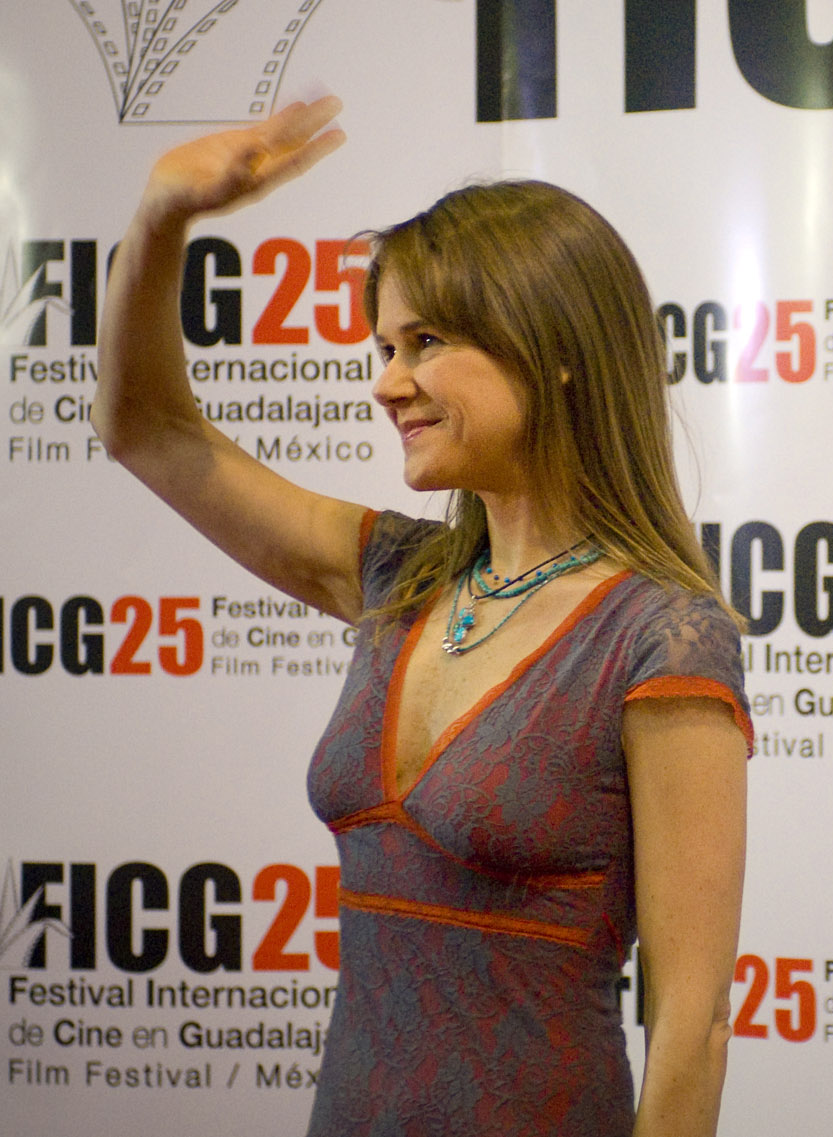
Nailea Norvind mint: Viviana de San Román

| Színész                | Szereplő                                   | Magyar hang                                    |
| ---------------------- | ------------------------------------------ | ---------------------------------------------- |
| Maite Perroni          | María de Jesús "Marichuy" Velarde Santos   | Molnár Ilona                                   |
| William Levy           | Juan Miguel San Román Bustos               | Posta Victor                                   |
| Helena Rojo            | Cecilia Santos de Velarde                  | Szórádi Erika                                  |
| Ricardo Blume          | Patricio Velarde del Bosque                | Orosz István                                   |
| Ana Patricia Rojo      | Estefanía Rojas / Estefanía Velarde Santos | Kisfalvi Krisztina                             |
| Michelle Vieth         | Ana Julia Villaseñor                       | Erdős Borcsa                                   |
| Laura Zapata           | Onelia Montenegro vda. de Mayer            | Andresz Kati                                   |
| Rocío Banquells        | Isabela Rojas                              | Czirják Csilla                                 |
| Arturo Carmona         | Amador Robles                              | Makranczi Zalán                                |
| Nailea Norvind         | Viviana Mayer Montenegro de San Román      | Kiss Virág Magdolna                            |
| René Strickler         | Omar Contreras "Leopardo"                  | Zöld Csaba                                     |
| Miguel Córcega         | Anselmo Vidal atya                         | Kajtár Róbert                                  |
| Héctor Gómez           | Anselmo Vidal atya                         | Kajtár Róbert                                  |
| Evita Muñoz "Chachita" | Candelaria Martínez                        | Bókai Mária                                    |
| Beatriz Aguirre        | Mariana Bustos de San Román                | Halász Aranka                                  |
| Diana Golden           | Mercedes de Mijares                        | Törtei Tünde                                   |
| Maya Mishalska         | Blanca Silva Castro / Ivette Dorleak       | Madarász Éva                                   |
| Sherlyn                | Rocío San Román Bustos                     | Kelemen Kata                                   |
| África Zavala          | Elsa Maldonado San Román                   | Kiss Eszter (1. hang) Kerekes Andrea (2. hang) |
| Abraham Ramos          | Adrián González                            | Seres Dániel                                   |
| Víctor Noriega         | Daniel Velarde                             | Czvetkó Sándor                                 |
| Jorge de Silva         | Eduardo Garibay Hernández                  | Rancsó Dezső                                   |
| Georgina Salgado       | Purita Camanchún                           | Talmács Márta                                  |
| Elizabeth Dupeyrón     | Luisa San Román de Maldonado               | Bede-Fazekas Annamária                         |
| Francisco Rubio        | Rafael Cimarro                             | Pálmai Szabolcs                                |
| Carlos Cámara Jr.      | Cimarro felügyelő                          | ?                                              |
| Óscar Traven           | Francisco Maldonado                        | Koncz István                                   |
| Renata Flores          | Martirio                                   | ?                                              |
| Rodrigo Mejía          | Nelson Acuña                               | Renácz Zoltán                                  |
| Ana Isabel Torre       | Beatriz de Garibay                         | Dögei Éva                                      |
| Jesús Moré             | Vicente Mijares                            | Seder Gábor                                    |
| Mauricio Mejía         | Dr. Israel Pérez                           | Bor László                                     |
| Katerine Kellerman     | Rebeca "Becky" Mendoza Soto                | Martin Adél                                    |
| Saraí Meza             | María Antonieta "Mayita" San Román Mayer   | Hermann Lilla                                  |
| Sara Montes            | Balbina                                    | Fabó Györgyi                                   |
| Beatriz Monroy         | Casilda López                              | Koffler Gizella                                |
| Rebeca Manríquez       | Olga de Camanchún                          | Andai Györgyi                                  |
| Aurora Clavel          | Fermina                                    | Némedi Mari                                    |
| Rafael del Villar      | Tomás Mijares                              | ?                                              |
| Amparo Garrido         | Clemencia                                  | Bessenyei Emma                                 |
| Marina Marín           | Michaela Vidal                             | Rátonyi Hajni                                  |
| Mario Casillas         | Joaquin Lozada ügyvéd                      | Szersén Gyula                                  |
| María Dolores Oliva    | Coralia                                    | Kassai Ilona (1. hang) Illyés Mari (2. hang)   |
| Justo Martínez         | Cosme                                      | Áron László                                    |
| Luis Caballero         | Gabriel Lizárraga                          | Megyeri János                                  |
| Vania Pardo            | Dora                                       | Lamboni Anna                                   |
| Adrián Martiñón        | «Piraña»                                   | ?                                              |
| Alejandro Ruiz         | Juez del Villar ügyvéd                     | Imre István                                    |

## DVD kiadás
A sorozat 2009. december 8-án DVD-n is megjelent, rövidített verzióban. Jellemzők:
- Formátum: színes, teljes képernyő, feliratos, NTSC
- Nyelv: spanyol
- Felirat: angol
- Régiókód: 1
- Képméretarány: 1.33:1
- Lemezek száma: 3
- Kiadás dátuma: 2009. december 8.
- Játékidő: 700 perc
- Extrák:
  - Interaktív menük
  - Fejezetek
- Forgalmazó: Xenon Pictures

## Soundtrack
1. Sólo tú (La Nueva Banda)
2. Esta soledad (Maite Perroni)
3. Contigo (Maite Perroni)
4. Separada de ti (Maite Perroni)
5. Ave María (Maite Perroni)
6. Cómo duele (Maite Perroni)
7. Si tú no vuelves (Miguel Bosé)
8. Motel (Lejos Estamos Mejor)
9. Niño (Belanova)
10. No me quiero enamorar (Kalimba)
11. Un, dos, un, dos, tres (El Símbolo)
12. Dígale (David Bisbal)
13. Caricia de mi alma (Maya Mishalska)
14. Pangako Ko (filippínó nyelven)
15. Vete ya (Valentin Elizalde)
16. Sexy (Natalie Lemaitre)
17. Perdón (Alejandro Fernández & Vicente Fernández)

## Érdekességek
- Az 1974-es Una muchacha llamada Milagros (Egy lány, akit Milagrosnak hivtak) telenovella feldolgozása. A novella producere, Nathalie Lartilleux 2006-ban vette tervbe a sorozat elkészítését, de csak 2008-ban valósitotta meg.
- Marichuy szerepére hosszas válogatás után Maite Perronira esett a választás, akinek ez volt az első főszerepe.
- A 2009-es TvyNovelas díjátadón a novella öt jelölésből kettőt bezsebelt. Maite Perroni a legjobb fiatal színésznőnek járó díjat kapta meg, Helena Rojo pedig a legjobb senior színésznő díját vihette haza.
- A sorozat nem csak Mexikóban hódított, hanem az Egyesült Államokban is nagy népszerűségnek örvendett. A novellát több mint 30 ország vásárolta eddig meg.
- A sorozatot napi 16 órában forgatták. Eredetileg 100 részesnek tervezték, de a nagy nézettség miatt az írók folyamatosan hosszabbították a történetet. Végül 194 részes lett.[1]

Korábbi verziók:
- Az első feldolgozás 1974-ből: Una muchacha llamada Milagros (Egy lány, akit Milagrosnak hívtak). Ebben a telenovellában Rebeca Gonzáles és José Bardina alakították a főhősöket.
- A második verzió (1987) címe: Mi amada Beatriz (Szeretett Beatrizem). A telenovella főszereplői: Catherine Fulop és Miguel Alcántara.
- A meghosszabbítások miatt Carlos Romero író a korábbi alapokra ráépítette Delia Fiallo egy másik történetét, a Siempre te he querido című rádiónovella cselekményét, amelynek a főhősnője látássérült. Ebből a műből is készült telenovella: a venezuelai, 1983-as gyártású Marta y Javier, Mayra Alejandra és Carlos Olivier főszereplésével.

## Nézettség
2010-ben Magyarország harmadik legnézettebb sorozata volt a teljes lakosság körében.

## Szinkronstáb
- Magyar szöveg: Tibéli Krisztin
- Hangmérnök: Horváth G. Zoltán
- Vágó: Ádám Gyöngyi
- Gyártásvezető: Derzsi Kovács Éva
- Szinkronrendező: Kertész Andrea
- Szinkronstúdió: Masterfilm Digital Kft.
- Megrendelő: TV2